# Andrisz Rezső
Andrisz Rezső (Tornóc, 1902. július 10. – 1967.) római katolikus esperes.

## Élete
1925. május 3-án áldozópappá szentelték Nagyszombatban. Segédlelkész lett Nagytapolcsányban, 1926-ban Ürményben, 1927-ben Nagycétényben és Felsőszőlősben. 1930–1939 között Alsószemeréden, 1939-ben Komjáton volt plébános. 1941-től az érsekújvári espereshelyettes és az elemi iskolák tanfelügyelője lett. A második világháború végén csehszlovák állampolgárságot nem kapott.
Az Unio Cleri pro Missionibus egyházmegyei tagja, az Isteni Szeretet Leányai komjáti Szent József Intézetében templomigazgató és rendes gyóntató. 1945-ben espereshelyettes, 1946–1951 között espereshelyettes Barsendréden, 1951-1955 között Alsópélen, illetve 1955-től Galántán is szolgált.
A Magyar Katolikus Sajtóbizottság választmányi tagja. 1941-től az alapító tagja a magyarországi Szent Adalbert Egyletnek. A komjáti temetőben nyugszik.

## Művei
- 1941 Egészséges egyedi pasztoráció. In: Lelkipásztori munka.